# Tancshon
Tancshon (hangul: 단천시, Tancshon-si, handzsa: 端川市, RR: Tanch'ŏn-si) város Észak-Koreában, Dél-Hamgjong (Hamgyŏng) tartományban. 1107-ben alapították, Pokcsu (복주; 福州, Pokchu) néven. A későbbiekben a dzsürcsik elfoglalták és Orimgumcshonra (오림금촌; 吳林金村, Orimgŭmch'onra) nevezték át. A 13. század közepén a Jüan (Yuan)-dinasztia fennhatósága alá tartozott, neve ekkor Tongnool (독로올; 禿魯兀, Tokrool) volt. 1356-ban, Kongmin király uralkodása idején került vissza Koreához, 1375-ben pedig a Tandzsu (단주; 端州, Tanju) nevet kapta. Mai nevét 1413-ban nyerte el. 1982-ben emelték városi rangra.

## Földrajza
Északról a Rjanggang (Ryanggang) tartománybeli Kapszan (Kapsan), Unhung (Unhŭng) és Pegam (Paegam), keletről az Észak-Hamgjong (Hamgyŏng) tartománybeli Kildzsu (Kilju) és Kim Cshek (Kim Ch'aek)-város, délről a Japán-tenger (Keleti-tenger), nyugatról Rivon (Riwŏn), Tokszong (Tŏksŏng) és Hocshon (Hŏch'ŏn) határolja.
Legmagasabb pontja a 2309 méter magas Turjuszan (두류산; 頭流山, Turyusan).

## Közigazgatása
39 faluból (ri (ri)) és 39 tongból áll:
| - Kvangcshon-tong (광천동; 廣泉洞, Kwangch'ŏn-tong) - Kumgoril-tong (금골일동; 金골一洞, Kŭmgoril-tong) - Kumgori-tong (금골이동; 金골二洞, Kŭmgori-tong) - Kumgolszam-tong (금골삼동; 金골三洞, Kŭmgolsam-tong) - Kumbong-tong (금봉동; 錦峰洞, Kŭmbong-tong) - Kumszan-tong (금산동; 金山洞, Kŭmsan-tong) - Namphung-tong (남풍동; 南豊洞, Namp'ung-tong) - Nemun-tong (내문동; 內門洞, Naemun-tong) - Tesin-tong (대신동; 大新洞, Taesin-tong) - Tehungil-tong (대흥일동; 大興一洞, Taehŭngil-tong) - Tehungi-tong (대흥이동; 大興二洞, Taehŭngi-tong) - Tokhung-tong (덕흥동; 德興洞, Tŏkhŭng-tong) - Tonszan-tong (돈산동; 돈山洞, Tonsan-tong) - Tongam-tong (동암동; 東岩洞, Tongam-tong) - Rjangszan-tong (량산동; 梁山洞, Ryangsan-tong) - Rjongde-tong (룡대동; 龍坮洞, Ryongdae-tong) - Muhak-tong (무학동; 舞鶴洞, Muhak-tong) - Munhva-tong (문화동; 文化洞, Munhwa-tong) - Pekkumszan-tong (백금산동; 白金山洞, Paekkŭmsan-tong) - Pegam-tong (백암동; 白岩洞, Paegam-tong) - Pokcshon-tong (복천동; 福川洞, Pokch'ŏn-tong) - Ponszan-tong (본산동; 本山洞, Ponsan-tong) - Puktu-tong (북두동; 北斗洞, Puktu-tong) - Szao-tong (사오동; 四五洞, Sao-tong) - Szongvang-tong (선광동; 選鑛洞, Sŏngwang-tong) - Sindancshonil-tong (신단천일동; 新端川一洞, Sindanch'ŏnil-tong) - Sindancshoni-tong (신단천이동; 新端川二洞, Sindanch'ŏni-tong) - Jangcshon-tong (양천동; 陽川洞, Yangch'ŏn-tong) - Jongung-tong (영웅동; 英雄洞, Yŏngung-tong) - Csondzsin-tong (전진동; 前進洞, Chŏnjin-tong) - Csicsho-tong (지초동; 芝草洞, Chich'o-tong) - Csikcsol-tong (직절동; 直節洞, Chikchŏl-tong) - Thamsza-tong (탐사동; 探査洞, T'amsa-tong) - Phogo-tong (포거동; 堡巨洞, P'ogŏ-tong) - Hangguil-tong (항구일동; 港口一洞, Hangguil-tong) - Hanggui-tong (항구이동; 港口二洞, Hanggui-tong) - Hangguszam-tong (항구삼동; 港口三洞, Hanggusam-tong) - Heanil-tong (해안일동; 海岸一洞, Haeanil-tong) - Heani-tong (해안이동; 海岸二洞, Haeani-tong) | - Kavon-ri (가원리; 加元里, Kawŏn-ri) - Kaung-ri (가응리; 加應里, Kaŭng-ri) - Taldzson-ri (달전리; 達田里, Taljŏn-ri) - Taptong-ri (답동리; 畓洞里, Taptong-ri) - Tokcsu-ri (덕주리; 德州里, Tŏkchu-ri) - Tolszan-ri (돌산리; 乭山里, Tolsan-ri) - Tujon-ri (두연리; 斗淵里, Tuyŏn-ri) - Rjonde-ri (련대리; 蓮坮里, Ryŏndae-ri) - Rjongszan-ri (령산리; 灵山里, Ryŏngsan-ri) - Rjongdok-ri (룡덕리; 龍德里, Ryongdŏk-ri) - Rjongjon-ri (룡연리; 龍淵里, Ryongyŏn-ri) - Rjongdzsam-ri (룡잠리; 龍岑里, Ryongjam-ri) - Rjonghung-ri (룡흥리; 龍興里, Ryonghŭng-ri) - Ripha-ri (리파리; 梨坡里, Rip'a-ri) - Riphung-ri (리풍리; 梨豊里, Rip'ung-ri) - Munam-ri (문암리; 門巖里, Munam-ri) - Munho-ri (문호리; 文湖里, Munho-ri) - Pekszang-ri (백상리; 柏上里, Paeksang-ri) - Pokphjong-ri (복평리; 福坪里, Pokp'yŏng-ri) - Ponghva-ri (봉화리; 烽火里, Ponghwa-ri) - Szamgo-ri (삼거리; 三巨里, Samgŏ-ri) - Szogu-ri (석우리; 石隅里, Sŏgu-ri) - Szongdzsong-ri (송정리; 松亭里, Songjŏng-ri) - Szongpha-ri (송파리; 松坡里, Songp'a-ri) - Sindong-ri (신동리; 新洞里, Sindong-ri) - Sinphjong-ri (신평리; 新坪里, Sinp'yŏng-ri) - Sinphung-ri (신풍리; 新豊里, Sinp'ung-ri) - Sinho-ri (신호리; 新湖里, Sinho-ri) - Sszangrjong-ri (쌍룡리; 雙龍里, Ssangryong-ri) - Jangphjong-ri (양평리; 陽坪里, Yangp'yŏng-ri) - Jongphjong-ri (영평리; 永坪里, Yŏngp'yŏng-ri) - Omong-ri (오몽리; 吾夢里, Omong-ri) - Vadong-ri (와동리; 瓦洞里, Wadong-ri) - Uncshon-ri (운천리; 雲川里, Unch'ŏn-ri) - Vonszan-ri (원산리; 元山里, Wŏnsan-ri) - Csangne-ri (장내리; 場內里, Changnae-ri) - Csongdong-ri (정동리; 貞洞里, Chŏngdong-ri) - Csungszan-ri (증산리; 甑山里, Chŭngsan-ri) - Hvadzsang-ri (화장리; 華蔵里, Hwajang-ri) |

## Gazdaság
Tancshon (Tanch'ŏn) város gazdasága fémiparra, gépiparra, villamosenergia-iparra, építőanyag-gyártásra épül.

## Oktatás
Tancshon (Tanch'ŏn) város 1 bányaipari és 4 gyári egyetemnek, 4 főiskolának, 23 általános és 71 középiskolának ad otthont.

## Egészségügy
A város számos egészségügyi intézménnyel rendelkezik, köztük egy városi szintű és több helyi kórházzal.

## Közlekedés
A város közutakon a szomszédos helységek felől közelíthető meg. A megye vasúti kapcsolattal rendelkezik, a Phjongna (P'yŏngra) vonal része.